# 王中 (洪武辛亥進士)
王中，山西澤州沁水縣人，明朝政治人物、進士出身。

## 生平
洪武四年，會試三十三名，登進士三甲，授湖州府安吉縣縣丞。